# 孫德成
孫德成（1953年2月18日—2012年9月5日），男，台灣配音員。

## 生平
2012年9月5日晚間9點40分因肝癌於臺北榮民總醫院病逝。

## 家庭
子孫國卿，綽號小虎，亦為兼職配音員。

## 配音作品
- 主要角色名稱以粗體顯示。
- 以下皆為國語配音。

### 台灣動畫
| 播映年份 | 作品名稱   | 配演角色       | 首播平台 | 備註 |
| -------- | ---------- | -------------- | -------- | ---- |
| 1985     | 小平與小安 | 王伯伯（漢強） | 華視     |      |
| 2010     | 魔蹤傳奇   | 阿諾           | 公視     |      |

### 台灣遊戲
| 年份 | 遊戲名稱                  | 配演角色    | 備註 |
| ---- | ------------------------- | ----------- | ---- |
| 2000 | 守護者之劍II 伊格麗亞之章 | 阿爾巴 薩多 |      |

### 台灣戲劇
| 播映年份 | 作品名稱       | 配演角色                                      | 角色演員                         | 首播平台 | 備註                              |
| -------- | -------------- | --------------------------------------------- | -------------------------------- | -------- | --------------------------------- |
| 1984     | 神鵰俠侶       | 楊過                                          | 孟飛                             | 中視     | 陳明陽領班                        |
| 1985     | 神州俠侶       | 白雲飛                                        | 孟飛                             | 中視     | 陳明陽領班                        |
| 1985     | 飛燕驚龍       | 楊夢寰                                        | 爾冬升                           | 中視     | 陳明陽領班                        |
| 1986     | 金劍鵰翎       | 萧翎                                          | 周紹棟                           | 台視     | 陳明陽領班                        |
| 1986     | 遊俠龍捲風     | 小龍/紫薇星君                                 | 葉小益                           | 華視     |                                   |
| 1987     | 靈山神箭       | 羅人孝                                        | 孟飛                             | 中視     | 陳明陽領班                        |
| 1987     | 一代歌后       | 黑皮                                          | 張晨光                           | 中視     |                                   |
| 1988     | 蟬翼傳奇       | 蘇小魂                                        | 張晨光                           | 中視     | 陳明陽領班                        |
| 1988     | 八月桂花香     | 胡雪巖                                        | 劉松仁                           | 台視     |                                   |
| 1989     | 春去春又回     | 張來福                                        | 劉松仁                           | 台視     |                                   |
| 1989     | 風雲時代       | 潘人傑                                        | 錢小豪                           | 中視     |                                   |
| 1990     | 刺客列傳       | 荊軻 豫讓 聶政 專諸                           | 鄭少秋                           | 中視     | 徐健春領班                        |
| 1990     | 紅塵有愛       | 何振飛                                        | 何家勁                           | 台視     |                                   |
| 1990     | 雙飛雁         | 邱祥恩                                        | 秦風                             | 台視     |                                   |
| 1990     | 浴火鳳凰       | 鐘豪                                          | 苗僑偉                           | 中視     |                                   |
| 1991     | 末代兒女情     | 佟承勛                                        | 劉松仁                           | 台視     |                                   |
| 1991     | 雪山飛狐       | 胡斐 胡一刀 胡子                              | 孟飛                             | 台視     | 徐健春領班                        |
| 1991     | 少年張三豐     |                                               |                                  | 華視     | 徐健春領班                        |
| 1991     | 戲說乾隆       | 乾隆                                          | 鄭少秋                           | 中視     | 徐健春領班                        |
| 1991     | 賽金花         | 光緒                                          | 秦風                             | 華視     | 陳明陽領班                        |
| 1992     | 江湖再見       | 周勝龍                                        | 劉松仁                           | 台視     |                                   |
| 1992     | 碧海情天       | 天養                                          | 劉松仁                           | 台視     |                                   |
| 1992     | 末代皇孫       | 富察端康                                      | 黃日華                           | 中視     |                                   |
| 1992     | 再世情緣       | 玉琳                                          | 楊慶煌                           | 中視     | 聲音導演                          |
| 1992     | 新白娘子傳奇   |                                               |                                  | 台視     | 陳明陽領班                        |
| 1992     | 一代皇后大玉兒 | 福臨 潤福 范文程 林丹汗 法雨大師              | 孫鵬 張振寰 李菁芳 丁仰國 張寶善 | 中視     | 陳明陽領班                        |
| 1992     | 大紅燈籠高高掛 | 陳飛浦                                        | 秦風                             | 華視     |                                   |
| 1992     | 刺馬           | 馬興邦                                        | 林智洋                           | 台視     | 陳明陽領班 第1集                  |
| 1993     | 戲說乾隆2      | 乾隆                                          | 鄭少秋                           | 台視     | 徐健春領班                        |
| 1993     | 情定少林寺     | 張京雲                                        | 王伯昭                           | 台視     | 陳明陽領班                        |
| 1993     | 秦俑           | 茅頓                                          | 艾偉                             | 華視     | 康殿宏領班                        |
| 1994     | 俠義見青天     | 展昭                                          | 劉松仁                           | 台視     |                                   |
| 1994     | 深閨夢裡情     | 張育仁                                        | 劉錫明                           | 中視     |                                   |
| 1995     | 碧海明月心     | 宋耀威                                        | 林偉                             | 中視     |                                   |
| 1996     | 情劍山河       | 李煜                                          | 秦風                             | 台視     | 陳明陽領班                        |
| 1996     | 紅樓夢         | 賈璉                                          | 徐乃麟                           | 華視     | 陳明陽領班                        |
| 1996     | 中原鏢局       | 司馬不平 司馬無情 林通天 內管事 曹捕頭 公孫林 | 元彪 龍少強 楊雄                 | 中視     | 陳明陽領班                        |
| 1997     | 中原鏢局2      | 司馬無情                                      | 龍少強                           | 中視     | 陳明陽領班 又名《燕翎義薄雲天》   |
| 1997     | 風中百合       | 湯子豪                                        | 劉錫明                           | 中視     |                                   |
| 1998     | 雍正大帝       | 康熙 了因                                     | 孟飛 劉柏橘                      | 台視     | 聲音導演 大陸版《雍正小蝶年羹堯》 |
| 2002     | 移山倒海樊梨花 | 楊藩                                          | 李㼈                             | 民視     | 聲音導演，國語版                  |

### 台灣電影
| 電影         | 角色   | 演員   |
| ------------ | ------ | ------ |
| 歡顏         | 王恕   | 張國柱 |
| 午夜蘭花     | 楚留香 | 鄭少秋 |
| 楚留香大結局 | 楚留香 | 鄭少秋 |
| 情人，看刀   | 危開   | 鄭少秋 |
| 俠盜正傳     | 高大人 | 吳樂天 |

### 中國大陸戲劇
| 播映年份 | 作品名稱   | 配演角色 | 角色演員 | 首播平台   | 備註                            |
| -------- | ---------- | -------- | -------- | ---------- | ------------------------------- |
| 1983     | 神雕俠侶   | 楊過     | 劉德華   |            | 陳明陽領班 港劇國語版           |
| 1999     | 莊姬公主   | 屠岸賈   | 秦風     | 八大戲劇台 | 陳明陽領班 首播名為《亂世情緣》 |
| 2000     | 俠女闖天關 | 林吉利   | 張巍     | 台視       |                                 |
| 2001     | 俠骨仁心   | 陳柱基   | 尹揚明   | 八大戲劇台 | 港劇國語版                      |
| 2004     | 爱在有情天 | 孫鴻     | 江毅     |            | 港劇國語版                      |
| 2008     | 法網群英   | 蘇振海   | 林雪     | 八大戲劇台 | 港劇國語版                      |
| 2010     | 絲絲心動   | 張三風   | 李東霖   |            |                                 |

### 香港電影
- 《賭神》：高進（周潤發飾）
- 《賭聖》：左頌星（周星馳飾）
- 《古惑仔之人在江湖》：靓坤（吴镇宇飾）
- 《古惑仔2之猛龍過江》：大飞（黄秋生飾）
- 《97古惑仔之戰無不勝》：耀扬（张耀扬飾）
- 《回魂夜》：鐵膽（黃一飛飾）
- 《超級學校霸王》：阿健/金毛王（鄭伊健飾）
- 《新碧血劍》：袁承志（元彪飾）
- 《精裝追女仔》：不好笑（吳準少）（曾志偉飾）
- 《精裝追女仔2》：不好笑（吳準少）（曾志偉飾）
- 《大內密探零零發》：皇上（張達明飾）
- 《天生寶一對》：大凱（張菲飾）
- 《鹿鼎記II神龍教》：陳近南（劉松仁飾）
- 《唐伯虎點秋香》：「賣身葬全家」的競爭者（梁榮忠飾）
- 《芝士火腿》：火腿（曾志偉飾）
- 《至尊無上》：羅森（譚詠麟飾）
- 《開心鬼》：朱榜眼（黃百鳴飾）
- 《開心鬼放暑假》：康森貴（黃百鳴飾）
- 《開心樂園》：王大炮（黃百鳴飾）
- 《鬼抓人》：王小明（張堅庭飾）
- 《猛鬼入侵黑社會》：坤哥（洪金寶飾）
- 《金枝玉葉》：顧家明（張國榮飾）
- 《金枝玉葉2》：Auntie/胖姨（曾志偉飾）
- 《倩女幽魂》：寧采臣（張國榮飾）
- 《笑八仙》：呂洞賓（鄭少秋飾）
- 《新最佳拍檔之兵馬俑風雲》：弟弟（張國榮飾）
- 《辣手神探（鎗神）》：Johnny Wong（黃秋生飾）
- 《算死草（整人狀元）》：何歡（葛民輝飾）
- 《三人做世界》：Edmond鄧（秦沛飾）
- 《專釣大鱷》：臭口金（萬梓良飾）
- 《鬼馬校園》：戴運河（陳山河飾）

### 日本動畫
- 《秀逗博士》：錦小路遙
- 《科學小飛俠》：1號鐵雄（第二、三部《旋風小飛俠》中視首播版）
- 《封神演義》：雷震子、黃飛虎、李靖※衛視中文台版本
- 《神風怪盜》：東大寺冰室、名古屋海生、聖老師※衛視中文台版本
- 《第一神拳》：宮田父、鷹村
- 《增血鬼果林》：旁白、亨利·馬可、維克多·辛克萊
- 《麗佳公主》：皮耶爾、斯客羅
- 《飛天小女警Z》：尤塔尼恩·北澤教授、大俠、大比利、花枝壽司怪、理科老師(ep.45-A)
- 《北斗神拳》：雷伊、西卡巴、葛魯薩斯、沙烏剎、龍拳大師、光龍
- 《太陽勇者》：火鳥勇太郎、救火先鋒號
- 《恐龍王》：賽斯、歐彥博士、喬納桑
- 《魔法騎士雷阿斯》：查凱多（ep.1-17）

幻想魔傳 最遊記:旁白

### 歐美動畫
- 《霹靂貓》：獅貓
- 《救難小福星》：尼爾教授
- 《銀鷹戰士》：老奎
- 《Ben 10》：大鋼牙、史提隊長、伊魔克、菲爾、木乃伊
- 《校園嬌娃》：傑瑞（前期）
- 《海盜家族》：威克特
- 《新太空超人》：太空超人
- 《頑皮豹》：旁白、探長、螞蟻、噴火蜻蜓
- 《膽小狗英雄》：奧提斯‧貝格
- 《雞與牛》：爸爸、無骨雞※後期
- 《飛天小女警》：尤塔尼恩教授
- 《黃鼠狼威索》：我‧乃‧班布
- 《神秘特攻隊（英语：The Secret Saturdays）》：達克
- 《洛克人》：威利博士

### 韓國動畫
- 《爆走城市》：副市長、藍色旋風

### 韓劇
- 《搞笑一家親》：李順才、哲浩、副校長、李刑警

### 英劇
- 《少年魔法師梅林》：烏瑟

### 泰劇
- 《天使之爭》：家英
- 《爱在旅途》：黄金猎犬哼嘟

### 日本動畫電影
- 《神奇寶貝劇場版：超夢的逆襲》：旁白、坂木老大、海男
- 《七龍珠Z劇場版 復活融合！！悟空與達爾》：閻羅王、希特勒
- 《七龍珠Z劇場版 龍拳爆發！！悟空捨我其誰 》：塔皮歐

### 歐美動畫電影
《巴斯光年》：尼布勒隊長
- 《獅子王》：沙祖
- 《獅子王2：辛巴的榮耀》：沙祖
- 《獅子王3：Hakuna Matata》：沙祖
- 《白雪公主》：萬事通
- 《唐老鴨俱樂部之失落的神燈》：梅克
- 《玩具總動員3》：熊抱哥
- 《幻想曲2000》：伊扎克·帕爾曼
- 《仙履奇緣3：時間魔法》：主教
- 《森林王子》：哈蒂上校、迪齊
- 《森林王子2》：哈蒂上校、巴齊
- 《貓兒歷險記》：艾吉
- 《狐狸與獵狗》：愛生氣的獾
- 《賈方復仇記》：阿比莫
- 《鐘樓怪人2：老實鐘的秘密》：雨果
- 《大力士》：菲洛斯（阿菲）
- 《變身國王》：高剛、皇宮侍衛
- 《變身國王2：高剛外傳》：高剛
- 《星銀島》：戴德曼博士（戴爾伯特·都卜勒）
- 《熊的傳說》：公羊1
- 《功夫熊貓》：鵝阿爹
- 《功夫熊貓2》：鵝阿爹
- 《鞋貓劍客》：傑克
- 《魔髮奇緣》：矮仔惡霸
- 《德克斯特的實驗室：自大之旅》：德克斯特（老年）
- 《Cars》：路霸

### 海外電影
- 《Always幸福的三丁目》：吉岡秀隆
- 《Always再續幸福的三丁目》：吉岡秀隆
- 《明日的記憶》：佐伯雅行
- 《霜花店：朕的男人》：恭愍王
- 《不沉的太陽》：恩地元
- 《再見了，可魯》：多和田悟（導盲犬訓練師暨訓練所所長，椎名桔平飾）

### 美國遊戲
- 《戰慄時空2》：G-Man
- 《世紀帝國3》：庫柏少校
- 《星海爭霸2》：SCV太空工程車
- 《魔獸世界》：索爾

### 日本遊戲
- 《真·三國無雙》：趙雲、諸葛亮

## 外部連結
- 孫德成 紀念影片（页面存档备份，存于）